# Avenue Gabriel-Péri (Argenteuil)
Pour les articles homonymes, voir Avenue Gabriel-Péri.
L'avenue Gabriel-Péri est une des plus importantes voies d'Argenteuil dans le Val-d'Oise, en France.

## Situation et accès
Partant du nord, elle croise la rue Paul-Vaillant-Couturier, la rue des Gobelins, le Boulevard Héloïse et se termine à la Seine.
Elle est parcourue par la route départementale 122, anciennement route nationale 309.

## Origine du nom
Cette avenue a été nommée en hommage à Gabriel Péri, né en 1902 et mort en 1941, journaliste et homme politique français.

## Historique
C'est une voie récente, percée en 1958. Elle a été conçue pour relier l'hôtel de ville au pont.

## Bâtiments remarquables et lieux de mémoire
- Hôtel de ville d'Argenteuil.
- Maison des Jeunes et de la Culture d'Argenteuil, anciennement Maison des jeunes et de la culture Gabriel-Péri[3]. La façade est ornée d'une fresque d'Édouard Pignon et du céramiste Michel Rivière, L'Homme du XXe siècle[4],[5].
- Monument à Gabriel Péri[6].